# Aspen
Aspen é uma cidade do estado americano do Colorado. Segundo o Censo de 2020 possui 7 004 habitantes. É um importante resort  americano, conhecido mundialmente por suas montanhas e seu clima, que propiciam a prática do esqui. A cidade é também muito conhecida pelas celebridades que circulam por lá. Existem quatro montanhas  na cidade, próprias para prática de esqui e snowboard. São elas: Snowmass, Buttermilk, Aspen Highlands e Aspen Mountain (Ajax).